# Niccolo Cabeo
Niccolo Cabeo (también escrito Cabèo o Cabèi, Niccolò) (26 de febrero de 1586-30 de junio de 1650) fue un filósofo jesuita italiano. Interesado en el magnetismo y la electricidad, también realizó experimentos y observaciones relativos a la caída de los cuerpos y al comportamiento de los péndulos.

## Semblanza
Cabeo nació en Ferrara, Italia, en 1586, y se educó en el colegio jesuita de Parma a partir de 1602. Pasó luego dos años en Padua y estudió en Piacenza durante 1606-07 antes de completar tres años (1607-10) en el estudio de la filosofía en Parma. Pasó otro período de cuatro años (1612-1616) con el estudio de la teología en Parma y otro año de aprendizaje en Mantua. Luego enseñó teología y matemáticas en Parma, y en 1622 se convirtió en predicador. Durante un tiempo recibió el patrocinio de los duques de Mantua y de Este, en Ferrara. Durante este tiempo, participó en proyectos hidráulicos. Más tarde regresó para enseñar matemáticas de nuevo en Génova, la ciudad en la que moriría en 1650.
Es conocido por sus contribuciones a la física, por sus experimentos y observaciones. Observó los experimentos de Giovanni Battista Baliani respecto a la caída de objetos, y escribió acerca de estos experimentos observando que dos objetos diferentes caen en la misma cantidad de tiempo, independientemente del medio. También realizó experimentos con péndulos, y observó que un cuerpo cargado eléctricamente puede atraer objetos no electrificados. También señaló que dos objetos cargados se repelen mutuamente.
Sus observaciones fueron publicadas en la obra, Philosophia magnetica (1629) y En quatuor libros meteorologicorum Aristotelis commentaria (1646). La primera de estas obras examinaba la causa del magnetismo terrestre y se dedicaba a un estudio de la obra de William Gilbert. Cabeo pensaba que la Tierra estaba inmóvil, y así no aceptó su movimiento como la causa del campo magnético. Cabeo describió la atracción eléctrica en términos de emanaciones eléctricas, liberadas por el roce de ciertos materiales. Estas emanaciones se introducían en el aire circundante desplazándolo. Cuando el aire volvía a la ubicación original, se llevaba cuerpos ligeros con él haciéndolos avanzar hacia el material atractivo. La Accademia del Cimento y Robert Boyle realizaron experimentos con el vacío como intentos para confirmar o refutar las ideas de Cabeo.
La segunda publicación de Cabeo fue un comentario sobre la Meteorología de Aristóteles. En este trabajo, examinaba cuidadosamente una serie de ideas propuestas por Galileo, incluidos el movimiento de la Tierra y la ley de la caída de los cuerpos. Cabeo se oponía a las teorías de Galileo. También discutió la teoría del flujo del agua propuesta por el estudiante de Galileo, Benedetto Castelli, con quien mantuvo una controversia en el norte de Italia sobre el cambio del cauce del río Reno. El pueblo de Ferrara estaba de un lado de la controversia y Cabeo era su defensor. Castelli favorecía la otra parte en la controversia y actuaba como un agente del Papa Urbano VIII. Cabeo examinó también algunas ideas acerca de la alquimia en este libro.

## Publicaciones

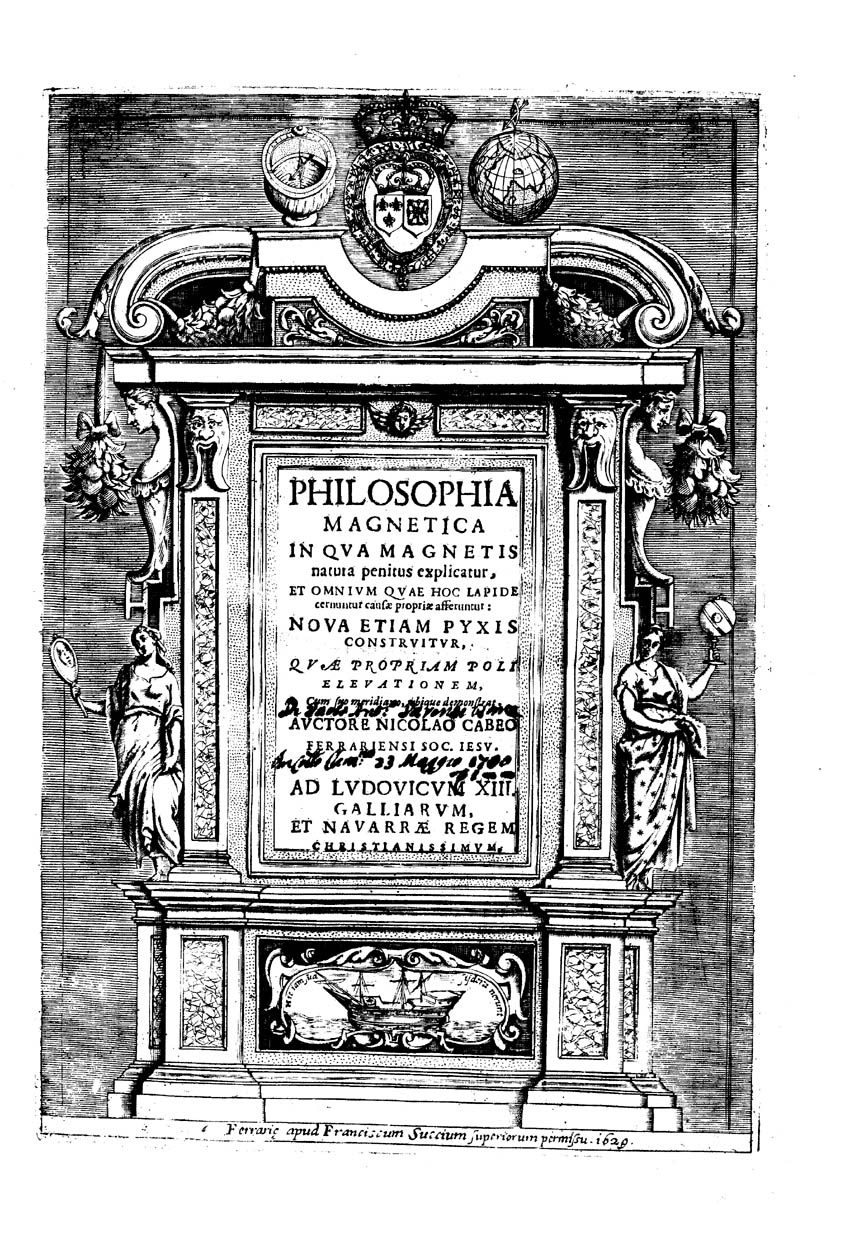
Philosophia magnetica, 1629

- Philosophia magnetica (en latín). Ferrara: Francesco Suzzi. 1629.
- Philosophia experimentalis (en latín) 1. Roma: Giuseppe Dondini. 1686.
- Philosophia experimentalis (en latín) 2. Roma: Giuseppe Dondini. 1686.
- Philosophia experimentalis (en latín) 3. Roma: Giuseppe Dondini. 1686.
- Philosophia experimentalis (en latín) 4. Roma: Giuseppe Dondini. 1686.

## Eponimia
- El cráter Cabeus en la Luna fue nombrado en su memoria.[2]